# Ecaterina Orb-Lazăr
Ecaterina Orb-Lazăr (Turda, 7 maggio 1935) è un'ex schermitrice rumena, specialista del fioretto, vincitrice di una medaglia di bronzo ai Campionati mondiali di scherma.